# Georg Lentz
Georg Lentz (* 21. Juni 1928 in Blankenhagen; † 16. Januar 2009 in Saint-Firmin-sur-Loire, Frankreich) war ein deutscher Verleger und Schriftsteller.

## Leben
Georg Lentz wuchs in Berlin auf. Nach dem Abitur absolvierte er
eine Ausbildung zum Verlagskaufmann. Er war im Verlagswesen und Kunsthandel tätig. 1952 gründete er in Stuttgart den auf
Bilder- und Jugendbücher spezialisierten
Georg-Lentz-Verlag. Lentz leitete den Verlag bis 1964. Danach arbeitete er als Verlagsleiter in Zürich und beim
Verlag Carl Ueberreuter in Wien; daneben verfasste er
einige Sachbücher. Lentz war seit 1971 Mitglied des
PEN-Zentrums der Bundesrepublik Deutschland.
Georg Lentz veröffentlichte ab 1976 eine sehr erfolgreiche autobiografische Romantrilogie, die aus den Bänden „Muckefuck“, „Molle mit Korn“ und „Weiße mit Schuß“ besteht und vor dem Hintergrund der Berliner Geschichte zwischen 1933 und 1959 spielt. Basierend auf den Büchern „Muckefuck“ und „Molle mit Korn“ wurde 1988 eine zehnteilige Fernsehserie mit dem Titel „Molle mit Korn“ produziert. Der Roman „Das Schützenhaus“ ist eine Parallelgeschichte zur Berlintrilogie, in welcher auch viele der Personen zu Gast sind.

## Werke
- Leitfaden für Preußen in Bayern. Düsseldorf 1958
- … aber das Fleisch ist schwach. Bergisch Gladbach 1965
- Knaurs Buch der Hobbys. München [u. a.] 1965
- Noahs blonde Enkel. Hamburg 1967
- Muckefuck. München 1976
- Kuckucksei. München 1977
- Molle mit Korn. München [u. a.] 1979
- Preußenliebe. München [u. a.] 1980 (zusammen mit Herrmann Mostar)
- Weiße mit Schuß. München [u. a.] 1981
- Heißer April. Hamburg 1982
- Trennungen. Hamburg 1983
- Ein Achtel Rouge. Hamburg 1985
- Der Herzstecher. Hamburg 1987
- Mallorca. Hamburg 1988 (zusammen mit Klaus Bossemeyer)
- Das Schützenhaus. Hamburg 1988
- Grüß, grüne Gurke, den Spreewald. Frankfurt/M. [u. a.] 1989
- Märkische Protokolle. Frankfurt/M. [u. a.] 1992
- Der blaue Zug. Frankfurt/M. [u. a.] 1993
- Die Farm in den Wäldern. Frankfurt/M. [u. a.] 1993
- Das Schleusenhaus. Frankfurt/M. [u. a.] 1993
- Das Schloß an der Loire. Frankfurt/M. [u. a.] 1993
- Märkische Spaziergänge. Berlin 1996
- Potsdamer Landschaften. Potsdam 1996 (zusammen mit Jürgen Strauss)
- Oma Krause oder Der Untergang Preußens in Anekdoten. München 1998

Herausgeberschaft
- Die schönsten Liebesbriefe aus acht Jahrhunderten. München 1969
- Jochen Rindt. Wien [u. a.] 1970
- Die Maus auf drei Rädern. München 1993